# Frank Schaufel
Dietmar Frank Schaufel (* 1957 in Plauen) ist ein deutscher Politiker (AfD). Er war von 2019 bis 2024 Mitglied des Sächsischen Landtags.

## Leben
Schaufel ist als Augenoptiker in Sachsen tätig. Er kandidierte bei der Landtagswahl in Sachsen 2014 und 2019 für die AfD Sachsen im Wahlkreis Vogtland 1. Nachdem er 2014 den Einzug in den Landtag noch verfehlt hatte, zog er 2019 über das Direktmandat als Abgeordneter in den Sächsischen Landtag ein. Bei der Landtagswahl 2024 kandidierte er nicht erneut.
Schaufel wohnt in Plauen-Kauschwitz.